# Hilaire de Chardonnet
Hilaire de Chardonnet, cuyo nombre de nacimiento era Louis-Marie Hilaire Bernigaud de Chardonnet (Besanzón, Franco Condado, Francia, 1 de mayo de 1839 - París, Isla de Francia, Francia, 11 de marzo de 1924), fue un conde, ingeniero, científico e industrial francés. Inventó la «seda artificial» y fundó una importante industria textil en Besanzón rebautizada como Rhodia tras su compra en 1954 por Rhône Poulenc.
Bautizó su nueva invención como "seda Chardonnet" y la presentó en la Exposición Universal de París de 1889. Fue el primero en patentar la seda artificial, aunque Georges Audemars inventó en 1855 la fibra conocida como rayón.